# Économie sociale en France
L'économie sociale en France - souvent dénommée économie sociale et solidaire (ESS) - est la transposition du solidarisme de la fin du XIXe siècle. C'est l’État qui donne les impulsions et coordonne l'action des mutuelles et associations assurant pour une grande part l'ESS tout en organisant un secteur semi-marchand.

## Législation
En France le gouvernement Jospin a nommé en 2000 le premier secrétaire d'État à l'économie solidaire, l'écologiste Guy Hascoët, qui reste en fonction jusqu'en 2002. Son secrétariat est notamment à l'origine d'un nouveau statut coopératif, celui de SCIC (Société Coopérative d'Intérêt Collectif). En 2012, le gouvernement de Jean-Marc Ayrault nomme à son tour un ministre chargé de ce secteur, Benoît Hamon, ministre délégué auprès du ministre de l'Économie et des Finances, chargé de l'Économie sociale et solidaire et de la Consommation. Un projet de loi-cadre sur l'ESS a été adopté par le Sénat en novembre 2013 et a été publié au Journal officiel du 1er août 2014. L'article 1 de la loi sur l'économie sociale et solidaire no 2014-856 du 31 juillet 2014, donne pour la première fois une définition législative de l'ESS en France, qu'elle définit comme un « mode d'entreprendre et de développement économique ».
La loi 2014 élargit le périmètre historique de l'économie sociale (associations, coopératives, mutuelles, fondations) en permettant à des sociétés commerciales non coopératives de faire partie de l'ESS. Le décret en application depuis 2016 précise les critères que ces "sociétés commerciales de l'ESS" doivent remplir : avoir un but autre que le partage des bénéfices, une gestion démocratique ou participative et consacrer la majorité de ses bénéfices au maintien ou au développement de son activité.

## Poids de l'ESS en France
En France, ce secteur représente environ 10 % des emplois salariés, cette part s'accroissant au cours du temps (9,6 % en 2005, 10,5 % en 2013).

### En 2007
En 2007, l'Insee a publié des chiffres relatifs à l'emploi en France dans l'économie sociale : l’économie sociale représente près de 10 % de l’emploi salarié national hors agriculture et 8 % des salaires. Les 10 % du PIB réalisés par les acteurs de l’économie sociale recensés par l’Insee représente 800 000 entreprises soit 2 millions de salariés, entreprises réparties de la manière suivante :
- 730 000 associations, soit 170 000 employeurs pour 1 780 000 salariés ;
- 21 000 entreprises coopératives pour plus de 900 000 salariés ;
- 38 millions de sociétaires et 55 000 salariés au sein des mutuelles de santé ;
- 21,4 millions de sociétaires et 33 000 salariés au sein des mutuelles d’assurances ;
- près de 2 000 fondations ;
- 31 700 salariés dans les 546 entreprises d’insertion ;
- un milliard d’euros d’épargne solidaire.

### En 2014
En 2014, l'économie sociale, avec 2 372 812 salariés représente près de 11 % de l'emploi salarié total en France.
Le secteur d'activité « action sociale » est le plus important avec 44 % de l'effectif de l'économie sociale, suivi de l'enseignement avec 15 %.
Les associations emploient 78 % des salariés de l'économie sociale, les coopératives 13 %, les mutuelles 6 % et les fondations 3 %. Les coopératives sont essentiellement présentes dans le secteur des activités financières et d'assurances (les associations sont, elles, absentes de ce secteur) et dans les commerces et transports.
Les mutuelles sont surtout présentes dans le secteur des activités financières et d'assurances.
Les fondations sont présentes principalement dans deux secteurs : celui de la santé humaine et celui de l'action sociale.
| Secteur                                                                       | effectif total | dont coopératives | dont mutuelles | dont associations | dont fondations |
| ----------------------------------------------------------------------------- | -------------- | ----------------- | -------------- | ----------------- | --------------- |
| Agriculture, sylviculture et pêche                                            | 11 216         | 6 588             | 0              | c                 | c               |
| Industrie et construction                                                     | 51 879         | 46 334            | 0              | 4 753             | c               |
| dont industries alimentaires, boissons, tabac                                 | 24 614         | c                 | c              | c                 | c               |
| Commerce, transports, hébergement et restauration                             | 93 573         | 60 863            | 4 696          | 27 333            | 691             |
| dont commerce                                                                 | 59 648         | 53 808            | 4 501          | 1 159             | 0               |
| Activités financières et d'assurance                                          | 266 337        | 167 297           | 86 531         | c                 | c               |
| Information et communication, activités immobilières, soutien aux entreprises | 161 581        | 21 317            | 1 463          | 122 229           | 6 552           |
| Administration publique, enseignement, santé humaine et action sociale        | 1 499 722      | 0                 | 0              | 1 378 792         | 73 283          |
| dont enseignement                                                             | 361 222        | c                 | c              | 340 605           | 8 420           |
| dont santé humaine                                                            | 179 762        | c                 | c              | 130 578           | 26 878          |
| dont action sociale                                                           | 868 768        | c                 | c              | 907 609           | 37 985          |
| Animation socioculturelle                                                     | 310 914        | c                 | c              | 305 326           | 2 453           |
| dont arts, spectacles, activités récréatives                                  | 128 162        | c                 | 0              | 126 363           | c               |
| Total                                                                         | 2 372 812      | 308 632           | 136 723        | 1 844 647         | 83 010          |

Les données relatives à l’année 2014, ne couvrent, comme les années précédentes, que les quatre familles traditionnelles de l’économie sociale : les coopératives, mutuelles, associations et fondations employeuses. En sont exclus les administrations publiques, organisations patronales et consulaires, syndicats de salariés et les organisations politiques ou religieuses. Ce périmètre est généralement suivi sous l’appellation « économie sociale « alors que l’« économie solidaire » désigne les sociétés commerciales de l’ESS (entreprises d’insertion, du commerce équitable…).

## Perspectives
Le rapport sur les perspectives de l'économie solidaire et sociale en 2017 de la chambre française de l'économie sociale et solidaire (ESS France) évoque plusieurs dynamiques : une concurrence plus difficile dans les secteurs historiques de l'ESS et des perspectives positives dans des secteurs où elle n'est pas historiquement présentes. Le contexte décrit est celui de « vents contraires », l'ESS ayant des difficultés à faire valoir sa spécificité dans une tendance à la baisse des prix et aux soutiens publics, aux rapprochements entre acteurs de natures diverses.

### Débat sur l'imposition
En France une question très débattue est celle de l'imposition des activités comme pour la TVA (exonération totale ou partielle, pour quels secteurs), de l'impôt sur les sociétés (exonération, 24 %, 33 %, secteurs). C'est sur cet aspect fiscal et financier que se joue l'avenir de l'E.S.S. selon certains mouvements. En effet, la question se pose de la fiscalisation de certaines activités marchandes réalisées par des associations se réclamant de l'ESS dans des conditions tarifaires et des prestations très semblables à celles du secteur privé: tourisme pour jeunes, pratiques du sport.
La loi Pacte, portée par Bruno Le Maire, entérine la création d'un nouveau statut d'entreprise qui fait craindre un élargissement du champ des entreprises susceptibles de bénéficier d'avantages fiscaux au nom de l'économie sociale et solidaire, ce qui inquiète des acteurs de l'ESS, qui y voient un risque de dénaturation. Il s'agit du statut d'entreprise à mission.

### Le dialogue social dans l'ESS en France
Concernant le dialogue social, employeurs et employés de l'ESS peuvent adhérer à des syndicats comme pour toute entreprise. Les syndicats étant traditionnellement structurés par branches professionnelles, donc par secteur d'activité, les spécificités de l'ESS (qui couvre de nombreux secteurs) sont difficilement représentées dans les négociations. Des syndicats spécifiques se sont cependant constitués en lien avec les familles statutaires de l'ESS, par exemple le Groupement des entreprises mutuelles d'assurance et la Confédération générale des SCOP côté employeur, ou le syndicat ASSO côté salarié. La réforme de la représentativité syndicale pourrait par ailleurs voir émerger des syndicats interprofessionnel de l'ESS : L'Union des employeurs de l'économie sociale et solidaire (UDES) et le Groupement des Organismes Employeurs de l'Économie Sociale (GOEES).
Des conflits sociaux existent donc dans l'ESS : La création en 2010 d'un syndicat des salariés du secteur associatif, ASSO, fait suite à plusieurs mouvements de grève, en 2010 à la Mutuelle générale de l'Éducation nationale (MGEN) et 2009 à Emmaüs.

## La qualité de l'emploi dans l'ESS
Le secteur de l’ESS représente plus de 10 % de l’emploi salarié en France, soit plus de 2 millions de salariés, dans 203 000 établissements (CNCress, 2008 ; Insee, 2009). Mais, ces données masquent de fortes disparités territoriales et statutaires. En effet, la part des emplois de l’ESS sur le total des emplois va de 6,8 % pour la Guyane à 12,4 % pour la région Poitou-Charentes, avec 6,3 % pour les associations en Guyane et 9,7 % en Languedoc-Roussillon. Les associations accueillent plus de 2/3 des emplois (77 %) et cela varie pour les coopératives, les mutuelles et les fondations.
La qualité de l'emploi occupe une place importante dans les débats publics. Ce sujet a donc fait l’objet de travaux divers sur différents secteurs et notamment sur le tiers secteur dans les régions Pays de la Loire, qui commence à susciter l’intérêt des chercheurs. Les caractéristiques de l’emploi dans l’ESS peuvent être comparables à celles des entreprises. L’ESS partage ainsi, certaines caractéristiques avec les entreprises individuelles (petite taille, production, ancrage local) et le secteur public (salaire, aide aux autres, développement local). On peut donc conclure que la qualité de l’emploi de l’ESS peut être proche de ces deux secteurs.
On y trouve des clubs sportifs, des coopératives agricoles, des mutuelles d’assurance, des entreprises d’insertion, des congrégations religieuses, etc. Ces différentes activités montrent une pluridisciplinarité et la richesse du tiers secteur. Mais, cette hétérogénéité a des limites puisqu’elle rend difficile la généralisation des pratiques GRH en ESS. Il est difficile de mettre en place des pratiques de ressources humaines, en lien avec des convictions sociales fortes, communes à toutes les structures.
Les emplois sont majoritairement occupés par des femmes, ce qui s’explique par l’importance de la production de services et la pratique importante du travail à temps partiel. Ceci montre alors des injustices face à l’économie classique et diminue la qualité de l’emploi des salariés de l’ESS.
Un des enjeux importants de l’ESS auxquels sont confrontés les employeurs sont les besoins de renouvellement de leur personnel. Un turn over fréquent dans le secteur, car même si les jeunes veulent une profession avec du sens, ils cherchent également une satisfaction autour de leur rémunération. Ce renouvellement peut, également, être difficile pour les salariés qui doivent former les recrues.
Des études montrent que les personnes intègrent le secteur de l’ESS pour ses valeurs et que ce sont ces dernières qui permettent une qualité de l’emploi favorable. Les valeurs de l’ESS exprimées par les structures, en lien avec le recrutement, l’intégration, la formation, l’organisation de travail ou la gestion et l’évaluation des compétences sont des valeurs que recherchent les salariés. Des valeurs exprimées comme celle-ci : « Les structures de l’économie sociale et solidaire permettent de faciliter les projets d’importances ».

## Chaires et formations de l'ESS en France

### Les chaires de l'ESS
Une chaire universitaire met en avant une discipline en reliant le monde universitaire au monde économique. Il permet la transmission des connaissances. Il s'adresse aux étudiants, chercheurs et entreprises du secteur concerné. En France, il existe plusieurs Chaires notamment des chaires traitant de l'économie sociale et solidaire.
- La Chaire « ESS » de l'Université Gustave Eiffel[17]
- La Chaire « économie solidaire » du CNAM[18]
- La Chaire « ESS » de l'Université de Reims Champagne Ardennes[19]
- La Chaire « euroméditerranéenne de l'ESS » de l'Université Aix-Marseille[20]
- La Chaire « interdisciplinaire et interuniversitaire de l'ESS et soutenabilité du territoire » de l'Université polytechnique des Hauts de France[21]
- La Chaire « ESS » de l'Université du Mans[22]
- La Chaire « ESS » de l'Université Lyon 2[23]
- La Chaire « alter-gouvernance » de l'Université d'Auvergne[24]
- La Chaire « territoires de l'ESS (TerrESS) » de l'IEP de Bordeaux[25]
- La Chaire « ESS » de Sciences Po Grenoble[26]
- La Chaire « ESS » de l'Université Haute-Alsace[27]

### Les formations de l'ESS
Licences professionnelles mention gestion des organisations de l'économie sociale et solidaire (formation: 1 an, niveau Bac + 3):
- IUT de l'Indre - site de Châteauroux, Université d'Orléans[28]

- UFR de droit, sciences économiques et gestion, Université de Rouen Normandie[29]

- UFR de sciences économiques et gestion, Université de Reims Champagne-Ardenne[30]

- UFR de sciences sociales et administration, Université Paris Nanterre[31]

- UFR de sciences économiques et de gestion, Université Gustave Eiffel[32]

- Institut régional du travail social, Saint Benoît
- IUT de Sénart - Fontainebleau (site Fontainebleau), Université Paris-Est Créteil Val-de-Marne
- Institut d'administration des entreprises de La Réunion, Université de La Réunion
- Formation continue Panthéon-Sorbonne, Université Panthéon-Sorbonne, Paris
- IUT Paul Sabatier - Université Toulouse III - Paul Sabatier, UT3 Université Toulouse III - Paul Sabatier
- IRUP - Formations supérieures par alternance, Saint Etienne

Formation responsable d'activités ou de structures de l'économie sociale et solidaire (formation: 1 an, niveau bac + 3):
- Ecole Pigier, Paris

Formation responsable d'établissement de l'économie sociale et solidaire (formation: 1 an, bac + 3):
- Maison familiale rurale des Charentes, Cherves-Richemont
- Maison familiale rurale de Moirans
- INSAP - ADEN Formations, Caen
- Idpces, Brest
- Lycée privé Sainte Clotilde, Strasbourg

Formation responsable d'entreprise de l'économie sociale et solidaire (bac + 3):
- Arobase, Grenoble
- L'école du management responsable et solidaire - 3A, Rennes
- Ecole Supérieure de Commerce et Développement - 3A, Toulouse
- SUP4S, Caen
- Institut national de formation et d'application, Clermont-Ferrand

Formation entrepreneur de l’ESS (formation: 2 ans bac + 5):
- IRUP Saint Etienne

Masters mention Economie Sociale et Solidaire (formation: 2 ans, bac + 5):
- UFR de sciences, espaces, sociétés, Université Toulouse - Jean Jaurès
- Faculté des sciences économiques sociales et juridiques, Université de Haute Alsace Mulhouse
- UFR de droit, des sciences économiques et de gestion - site Le Mans, Le Mans université
- Faculté de sciences économiques, Université de Rennes 1
- UFR Sciences sociales, Université Rennes 2
- Institut d'administration des entreprises - IAE Saint-Etienne, Université Jean Monnet Saint-Etienne
- UFR de sciences économiques et de gestion, Université Lumière - Lyon 2
- Institut francilien d'ingénierie des services, Université Gustave Eiffel, Champs sur Marne
- UFR 4 des sciences sociales, des organisations et des institutions, Université Paul Valéry Montpellier 3
- IRUP - Formations supérieures par alternance, Saint Etienne

## ESS et l'élection présidentielle 2022
Le dimanche 10 avril 2022 et le dimanche 24 avril 2022, l'élection présidentielle aura lieu. De nombreux candidats intègrent l'économie sociale et solidaire dans leur programme pour les cinq prochaines années.
Anne Hidalgo, l'actuelle maire de Paris et candidate à l'élection présidentielle souhaite développer l'économie sociale et solidaire à plusieurs échelles: gouvernementale, nationale et territoriale, notamment en nommant un ministre chargé de l'ESS .
Jean-Luc Mélenchon mets en avant dans son programme quatre mesures  relatives aux financements, au développement des sociétés coopératives d'intérêt collectif (SCIC) et des sociétés coopératives et participatives (SCOP), au développement des coopératives d'activités et d'emploi (CAE) tout en redonnant du pouvoir et des moyens aux associations citoyennes et aux acteurs de l'éducation populaire.
Fabien Roussel décline son programme en 6 objectifs et axe un de ses moyens sur le renforcement du financement de l'économie sociale et solidaire.
Valérie Pécresse déclare vouloir "Un statut pour les bénévoles, avec un trimestre de retraite pour les dirigeants justifiant de 10 ans d’engagement dans une association sportive, culturelle ou caritative." 